# Llista d'alcaldes de Dudelange
L'alcaldes de Dudelange és l'alcalde de la comuna i ciutat luxemburguesa de Dudelange.

## Llista d'alcaldes
| Nom | Nom                          | Inici | Fi           |
| --- | ---------------------------- | ----- | ------------ |
|     | Jean Magnette                | 1797  | 1798         |
|     | Michel Krips                 | 1798  | 1799         |
|     | Jean Michel Philippart       | 1799  | 1801         |
|     | Michel Weber                 | 1801  | 1804         |
|     | Max Boland                   | 1804  | 1805         |
|     | Orphée Bernard               | 1805  | 1807         |
|     | Frantz Plutot                | 1807  | 1814         |
|     | Jean Baptiste Schmitt        | 1815  | 1821         |
|     | Jean Pierre Gérard           | 1822  | 1836         |
|     | Pierre Theis                 | 1836  | 1844         |
|     | Michel Berwick               | 1844  | 1849         |
|     | Jean Antoine Philippart      | 1849  | 1854         |
|     | Michel Landtgen              | 1854  | 1861         |
|     | Henri Steichen               | 1861  | 1863         |
|     | Franz Theis                  | 1864  | 1882         |
|     | Michel Adolphe Sinner        | 1882  | 1893         |
|     | Pierre Theis (primer mandat) | 1894  | 1896         |
|     | Jean Nieles                  | 1897  | 1902         |
|     | Pierre Theis (segon mandat)  | 1903  | 1914         |
|     | Jean Berchem                 | 1914  | 1920         |
|     | Michel Gindt                 | 1920  | 1925         |
|     | François Scholer             | 1925  | 1928         |
|     | Emile Ludwig                 | 1929  | 1935         |
|     | Théodore Thiel               | 1935  | 1946         |
|     | Jean Fohrmann                | 1946  | 1965         |
|     | René Hartmann                | 1965  | 1973         |
|     | Nicolas Birtz                | 1973  | 1984         |
|     | Louis Rech                   | 1985  | 1993         |
|     | Mars Di Bartolomeo           | 1994  | 2004         |
|     | Alex Bodry                   | 2004  | 2014         |
|     | Dan Biancalana               | 2014  | En el càrrec |

## Footnotes
1. ↑  Bourgmestres depuis 1797 Arxivat 2007-09-27 a Wayback Machine.. Dudelange. (francès)
2. ↑  Alcalde en el càrrec només sota l'ocupació nazi (1940 - 1944)